# SHiNY SHiNY
SHiNY SHiNY（シャイニー シャイニー） は、2016年から2018年にかけて活動した日本の4人組女性アイドルグループである。活動拠点は東京。
ジャパン・ミュージックエンターテインメント系列の事務所「J BOX」（ジェイボックス）に所属。

## 概要
廣瀬麻乃、高下恵里花、佐々木涼帆により結成され、2016年10月16日に活動を開始。
2017年4月より竹島揶々、松浦心優がZiP☆CODEと兼任で加入し、5人体制になった。
2017年10月16日、高下恵里花が卒業し4人体制になった。
2018年7月21日解散。
グループの特徴は王道アイドル。
キャッチフレーズは「世界は彼女たちの輝きを待っていた！」
メンバーは全員地方出身で、MCや特典会では方言がよく使われた。
高下恵里花、廣瀬麻乃、佐々木涼帆の三人は都内で一緒に暮らしていた。

所属事務所はJME（ジャパンミュージック・エンタテインメント）
竹島椰々、松浦心優の二人は富山県から通いで都内のイベントに参加。
楽曲提供は主に小澤正澄。
YouTubeの最高再生数1000万回再生。
彼女たちの可愛らしいルックスや人柄、楽曲の良さなどから、結成間もないにも関わらず、
ヤマハ銀座スタジオでの定期公演は満員となった。
お台場で行われたTOKYO IDOL FESTIVALでは投票数一位に輝き10,000枚の団扇が配布された。

## メンバー
| 名前                         | 生年月日               | ニックネーム     | 出身地 | 身長  |
| ---------------------------- | ---------------------- | ---------------- | ------ | ----- |
| 廣瀬麻乃 （Mano Hirose）     | 2001年10月20日（23歳） | まの、ﾏﾉｫ        | 福岡県 | 154cm |
| 竹島椰々 （Takeshima Yaya）  | 2002年11月28日（22歳） | やや、ややちゃん | 富山県 | 158cm |
| 松浦心優 （Matsuura Miyuu ） | 2002年12月29日（22歳） | みゆうちゃん     | 富山県 | 163cm |
| 佐々木涼帆 （Suzuho Sasaki） | 2003年11月28日（21歳） | ずっほ、ｽｽﾞﾎﾉｳ   | 福岡県 | 156cm |

### 卒業メンバー
| 名前                           | 生年月日              | ニックネーム             | 出身地 | 身長  |
| ------------------------------ | --------------------- | ------------------------ | ------ | ----- |
| 高下恵里花 （Erika Takashita） | 1998年3月24日（26歳） | えりかちゃん、えりちゃん | 福岡県 | 148cm |

## 略歴

### 2016年
- 04月、筑豊ご当地アイドルSmileから選抜メンバー4名（稲垣梨菜・廣瀬麻乃・宮田那菜・高下恵里花）がSmile TEAM Eastとして東京を拠点に活動を開始[6]。「Starting up」初お披露目。
- 07月、佐々木凉帆筑豊ご当地アイドルSmile TEAM LittleからTEAM Eastへと移籍。これによりSmile TEAM Eastは総勢5名となる。RKB毎日放送「TEEN!TEEN!」のエンディングに「Starting Up」起用。
- 09月、Smile TEAM Eastの解散と廣瀬麻乃、高下恵里花、佐々木凉帆が筑豊ご当地アイドルSmileを卒業することが発表される[7]。
- 10月16日、渋谷eggmanにて「廣瀬麻乃生誕+重大発表◯◯◯」が開催。廣瀬麻乃、高下恵里花、佐々木凉帆がSHiNY SHiNYとして活動することが発表。同時に「Darling」「笑顔が待ってる」初お披露目[8]。
- 11月17日、TSUTAYA O-EASTにて開催された「ミュージックパーク〜Girls＆Music Theater Vol.4」にて「Try again」初お披露目。
- 12月10日、渋谷eggmanにて「佐々木凉帆　生誕祭」が開催。

### 2017年
- 2月19日、CLUB CRAWLにてZiP☆CODEとのツーマンライブ「エアリズミックライブSP ZiP☆CODE×SHiNY SHiNY Vol.1」を開催。
- 3月12日、新宿MotionにてZiP☆CODEとのツーマンライブ兼高下恵里花生誕祭「エアリズミックライブSP ZiP☆CODE×SHiNY SHiNY Vol.2 ～高下恵里花生誕祭～」を開催。
- 3月18日、CLUB CRAWLにて開催された「エアリーズ×オトメ魂。Vol.213」にて竹島揶々、松浦心優がZiP☆CODEと兼任でSHiNY SHiNYに加入することが発表される。
- 4月4日、新宿BLAZEにて開催された「IDOL CONTENT EXPO @新宿BLAZE 〜春休み4大感謝祭～ 参ノ章」にて５人体制初披露。
- 5月3日、TAKEOFF7にて初の定期公演「SHiNY Days Vol.1」が開催。「It's OK! 」初お披露目。新衣装お披露目。[9]
- 6月2日、TOKYO MXにて放送された「楽遊の高層アイドル!!」に出演[10]。企画で優勝し「Starting Up!」がオンエアされる。
- 6月4日、ヤマハ銀座スタジオにて定期公演「SHiNY Days Vol.2」開催。全曲５人体制で披露（「笑顔が待ってる」「Try again」初披露）。
- 6月10日、天神ベストホールにて開催された「THE REAL KYUSHU SPECIAL前夜祭」出演。初の遠征。松浦心優は体調不良の為不参加。
- 6月11日、BARKUP fukuokaにて開催された「THE REAL KYUSHU SPECIAL」に出演。
- 6月17日、AKIBAカルチャーズ劇場にて「楽遊IDOL PASS創刊4号発売記念ライブ」に出演。SHiNY SHiNYは楽遊IDOL PASS創刊4号 39ページに掲載。
- 6月25日、ZiP☆CODE活動休止。これにともない、7月より竹島揶々・松浦心優はSHiNY SHiNY専任となる。
- 7月23日、ヤマハ銀座スタジオにて定期公演「SHiNY Days Vol.3」を開催。「Step by Step」初お披露目。
- 8月4日、TOKYO IDOL FESTIVAL2017に出演[11]。DREAMSTAGEとSKYSTAGEに出演。また、TIF2017期間中で配布されるリゼ協賛団扇のメインビジュアルを担当。[12]
- 8月5日、TOKYO IDOL FESTIVAL2017内のつりぼり横丁に参加。
- 9月24日、ヤマハ銀座スタジオにて定期公演「SHiNY Days Vol.4」を開催。GALETTeの楽曲「Believe」を歌い継ぐことを発表、初披露。新衣装お披露目。
- 10月8日,9日、スカラエスパシオにて開催された「THE REAL KYUSHU SPECIAL」に出演。フルメンバーでの福岡遠征。
- 10月17日、高下恵里花が学業の為卒業することを発表[3]。
- 11月3日、代官山LOOPにて主催イベント開催。第一部「廣瀬麻乃生誕祭」。第二部、定期公演「SHiNY Days Vol.5」。
- 12月16日、ヤマハ銀座スタジオにて主催イベント開催。第一部「佐々木涼帆・竹島椰々・松浦心優生誕祭」。第二部、定期公演「SHiNY Days Vol.6」。定期公演では新曲「キミ色物語」初披露。
- 12月25日、The 1/3rd Cafe & Barにて初のオフ会「緊急企画★SHiNY SHiNYと過ごすクリスマスオフ会★」を開催。

### 2018年
- 1月7日、AKIBAカルチャーズ劇場にて定期公演「SHiNY Days Vol.7～新年あけおめ！今年もよい1年を～」を開催。松浦心優は体調不良の為欠席。メンバーの書き初め展示、戌年にちなんだ軽い仮装があった。
- 3月18日、池袋サンシャインシティ噴水広場にて開催された「新星堂presents iPop fes vol.69」に出演。
- 5月3日、AKIBAカルチャーズ劇場にて定期公演「SHiNY Days Vol.8」を開催。同日同会場にて定期公演「SHiNY Days Vol.9」を開催。Vol.8ではランダム質問ゲームをMC中に行う。Vol.9では全曲披露。
- 5月23日、公式ホームページにて、解散することを発表[13]。
- 7月21日、代官山LOOPでの定期公演「SHiNY Days Vol.14」をもって解散。

## 主なライブ
| 年月日              | イベント名                                                             | 会場                            | 共演者 | 備考 |  |
| ------------------- | ---------------------------------------------------------------------- | ------------------------------- | --- | --- |  |
| 2016年10月16日      | 廣瀬麻乃生誕+重大発表◯◯◯                                               | 渋谷eggman                      | 久保田光 / DEAR KISS                                                                                                | SHiNY SHiNY初お披露目。廣瀬麻乃ソロコーナー有。 |  |
| 2016年10月23日      | 新星堂presents iPop Monthly Fes Vol.54                                 | 池袋サンシャインシティ噴水広場  | あゆみくりかまき / バクステ外神田一丁目                                                                             | |  |
| 2016年12月10日      | 佐々木涼帆 生誕祭                                                      | 渋谷eggman                      | 無し | 佐々木涼帆がリコーダー、けん玉を披露。三人で森のクマさんを披露。 |  |
| 2017年2月19日       | エアリズミックライブSP ZiP☆CODE×SHiNY SHiNY Vol.1                      | CLUB CRAWL                      | ZiP☆CODE | 初のツーマンライブ。コラボ曲で「泣き虫の僕らは」「Starting up」を披露 |  |
| 2017年3月12日       | エアリズミックライブSP ZiP☆CODE×SHiNY SHiNY Vol.2 ～高下恵里花生誕祭～ | 新宿Motion                      | ZiP☆CODE | 二度目のツーマンライブ。高下恵里花ソロコーナー有。コラボ曲の他に、ZiP☆CODEが高下恵里花へプレゼントとしてカバー曲「Relax! / ノースリーブス」を披露。サプライズゲストとしてDEAR KISSの四島早紀、山崎みいわが登場。 |  |
| 2017年4月4日        | IDOL CONTENT EXPO @新宿BLAZE 〜春休み4大感謝祭～ 参ノ章                | 新宿BLAZE                       | LinQ / 虹のコンキスタドール / アイドルカレッジ / ベボガ!（虹のコンキスタドール黄組） / ワンダーウィード / DEAR KISS | O.Aとして出演。竹島椰々、松浦心優加入後の５人体制初お披露目。フルメンバーで「Starting up」を披露。 |  |
| 2017年6月10日～11日 | THE REAL KYUSHU SPECIAL                                                | 天神ベストホール/BARKUP fukuoka | DEAR KISS / LinQ / パピマシェ / QunQun and more                                                                     | SHiNY SHiNY初遠征。福岡への凱旋ライブとなる。松浦心優は体調不良のため不参加。 |  |
| 2017年8月4日        | TOKYO IDOL FESTIVAL                                                    | お台場・青海周辺エリア          | 約200組 | DREAM STAGEとSKY STAGEにてパフォーマンス |  |
| 2017年11月3日       | 廣瀬麻乃生誕祭                                                         | 代官山LOOP                      | pax puella / DEAR KISS / ティーンズ☆ヘブン                                                                          | 廣瀬麻乃ソロコーナー有。 |  |
| 2017年12月16日      | 佐々木涼帆・竹島椰々・松浦心優生誕祭                                   | ヤマハ銀座スタジオ              | Task have fun/ pax puella                                                                                           | 椰々、心優が受験のため合同開催。生誕ユニットコーナー有り。 |  |
| 2018年3月18日       | 新星堂presents iPop Monthly Fes Vol.69                                 | 池袋サンシャインシティ噴水広場  | G☆Girls/ONEPIXEL/Task have Fun                                                                                      | 3部に出演。 |  |

### 定期公演 SHiNY Days
| 年月日         | イベント名        | 会場                  | 共演者                                                           | 備考                                                                             |  |
| -------------- | ----------------- | --------------------- | ---------------------------------------------------------------- | -------------------------------------------------------------------------------- |  |
| 2017年5月3日   | SHiNY Days Vol.1  | TAKEOFF7              | TOKYO5 / AIS / ぷちぱすぽ☆                                       | 初の定期公演。新衣装、「It's OK! 」初披露。フルメンバーでの「Darling」を初披露   |  |
| 2017年6月4日   | SHiNY Days Vol.2  | TAKEOFF7              | アップアップガールズ（2） / さんみゅ〜                           | フルメンバーで全曲披露                                                           |  |
| 2017年7月23日  | SHiNY Days Vol.3  | ヤマハ銀座スタジオ    | パンダみっく / AIS                                               | 「Step by Step」初披露                                                           |  |
| 2017年9月24日  | SHiNY Days Vol.4  | ヤマハ銀座スタジオ    | アイドルカレッジ Team D / TOKYO PiXiON                           | 新衣装、GALETTeの楽曲「Believe」を歌い継ぐことを発表、初披露。                   |  |
| 2017年11月3日  | SHiNY Days Vol.5  | 代官山LOOP            | pax puella / 東京CuteCute                                        | 12月16日に涼帆、椰々、心優の生誕祭が合同で行われることが発表される。             |  |
| 2017年12月16日 | SHiNY Days Vol.6  | ヤマハ銀座スタジオ    | TOY SMILEY / Task have Fun                                       | 「キミ色物語」初披露                                                             |  |
| 2018年1月7日   | SHiNY Days Vol.7  | AKIBAカルチャーズ劇場 | DEAR KISS                                                        | メンバーの書き初め展示、戌年にちなんだ軽い仮装あり。松浦心優は体調不良の為欠席。 |  |
| 2018年5月3日   | SHiNY Days Vol.8  | AKIBAカルチャーズ劇場 | Popping Emo / Dan te Lion                                        | MCでランダム質問ゲームが行われた。                                               |  |
| 2018年5月3日   | SHiNY Days Vol.9  | AKIBAカルチャーズ劇場 | TOY SMILEY                                                       | 持ち曲全曲披露                                                                   |  |
| 2018年5月27日  | SHiNY Days Vol.10 | AKIBAカルチャーズ劇場 | Clef Leaf / Shine Fine Movement                                  |                                                                                  |  |
| 2018年6月10日  | SHiNY Days Vol.11 | TAKEOFF7              | アップアップガールズ（プロレス） / KAMOがネギをしょってくるッ!!! |                                                                                  |  |
| 2018年6月23日  | SHiNY Days Vol.12 | ヤマハ銀座スタジオ    | パクスプエラ                                                     |                                                                                  |  |
| 2018年6月23日  | SHiNY Days Vol.13 | ヤマハ銀座スタジオ    | あそびダンジョン / TOY SMILEY / ヲルタナティヴ                   |                                                                                  |  |
| 2018年7月21日  | SHiNY Days Vol.14 | 代官山LOOP            | DEAR KISS / 久保田光                                             | このライブをもって解散                                                           |  |

## 楽曲
| # | 年月日         | 楽曲名         | 備考 |
| - | -------------- | -------------- | --- |
| 1 | 2016年10月16日 | Starting up    | 元Smile Team Eastの楽曲。J BOXが版権を購入しSHiNY SHiNYの楽曲となる。RKB毎日放送「TEEN!TEEN!」のエンディングに起用 |
| 2 | 2016年10月16日 | Darling        | 渋谷eggmanで開催された「廣瀬麻乃生誕祭+重大発表◯◯◯」にて初披露。                                                   |
| 3 | 2016年10月16日 | 笑顔が待ってる | 同上。 |
| 4 | 2016年11月17日 | Try again      | TSUTAYA O-EASTにて開催された「ミュージックパーク〜Girls＆Music Theater Vol.4」にて初披露。                         |
| 5 | 2017年5月3日   | It's OK!       | 「SHiNY Days Vol.1」にて初披露。                                                                                   |
| 6 | 2017年7月23日  | Step by Step   | 「SHiNY Days Vol.3」にて初披露。                                                                                   |
| 7 | 2017年9月24日  | Believe        | 「SHiNY Days Vol.4」にて初披露。GALETTeの楽曲を歌い継ぐ。                                                          |
| 8 | 2017年12月16日 | キミ色物語     | 「SHiNY Days Vol.6」にて初披露。                                                                                   |

### これまでにカバーした曲
| # | 年月日         | 楽曲名                      | アーティスト名 | 備考                                                                                                 |
| - | -------------- | --------------------------- | -------------- | --- |
| 1 | 2016年10月16日 | 夢見る15歳                  | スマイレージ   | 「廣瀬麻乃生誕祭+重大発表◯◯◯」にて廣瀬麻乃ソロで披露。                                               |
| 2 | 2016年12月10日 | 恋するフォーチュンクッキー  | AKB48          | 「佐々木涼帆 生誕祭」にてメンバー三人で披露。                                                        |
| 3 | 2016年12月10日 | 森のくまさん                | 童謡           | 「佐々木涼帆 生誕祭」にてメンバー三人で披露。                                                        |
| 4 | 2017年2月19日  | 初恋サイダー                | Buono!         | 「エアリズミックライブSP ZiP☆CODE×SHiNY SHiNY Vol.1」にてメンバー三人で披露。                        |
| 5 | 2017年3月12日  | ロッタラ ロッタラ           | Buono!         | 「エアリズミックライブSP ZiP☆CODE×SHiNY SHiNY Vol.2 ～高下恵里花生誕祭～」にてメンバー三人で披露。   |
| 6 | 2017年3月12日  | ロマンティック 浮かれモード | 藤本美貴       | 「エアリズミックライブSP ZiP☆CODE×SHiNY SHiNY Vol.2 ～高下恵里花生誕祭～」にて高下恵里花ソロで披露。 |
| 7 | 2017年11月3日  | スキちゃん                  | アンジュルム   | 「廣瀬麻乃生誕祭」にて廣瀬麻乃ソロで披露。                                                           |
| 8 | 2017年12月16日 | 有頂天LOVE                  | アンジュルム   | 「佐々木涼帆・竹島椰々・松浦心優生誕祭」にて三人で披露。                                             |